# Melanostigma vitiazi
Melanostigma vitiazi är en fiskart som beskrevs av Parin, 1979. Melanostigma vitiazi ingår i släktet Melanostigma och familjen tånglakefiskar. Inga underarter finns listade i Catalogue of Life.